# Telecomunicações das Seicheles
Nas Seicheles, as linhas de telecomunicações locais e internacionais são operadas pela Cable & Wireless. Em 1997, havia cerca de 11.000 linhas telefônicas e mais de 20.000 telefones, o que significa que mais da metade da população tem telefone residencial. Os sistemas de micro-ondas digitais foram introduzidos nas Seichelesem 1992 e a Cable & Wireless oferece outros serviços a partir da sua estação de rádio nas Seicheles. Chamadas internacionais diretas estão disponíveis para mais de 100 países em todo o mundo.
O principal jornal diário é o Seychelles Nation, dedicado às visões do governo local e assuntos atuais. Outros partidos políticos operam outros jornais, como o Regar. Jornais e revistas estrangeiros estão prontamente disponíveis na maioria das livrarias e bancas de jornal. Os documentos são principalmente escritos em crioulo de Seicheles, francês e inglês.

## Televisão, rádio e Internet
A Seychelles Broadcasting Corporation Radio oferece um serviço em onda média em Kreol e transmitido das 6h às 22h30m. O Paradise FM na 93.6 FM e o canal de rádio internacional francês RFI estão disponíveis no 103 FM. O Serviço Mundial da BBC tinha uma estação baseada no distrito de Grand'Anse no sul da ilha de Mahé, que também era ouvida em partes da África Oriental. A estação fechou em março de 2014.
A Internet foi introduzida nas Seicheles pela Atlas Seychelles Ltd., uma empresa conjunta entre as três principais empresas de informática, a Victoria Computer Services Ltd., Space 95 e a MBM Seychelles Ltd., em setembro de 1996. No ano 2000, haviam aproximadamente 2000 assinantes de Internet nas ilhas. 60% eram usuários privados ou domésticos e 40% negócios, dos quais 30% eram governamentais e 70% eram outros negócios. Existem três fornecedores de acesso à Internet em Seychelles: Atlas, Intelvision e Kokonet. O Atlas foi formado pelas três principais empresas de computadores em Seychelles: Space 95, VCS e MBM. Desde 2000, o acesso à Internet aumentou drasticamente e, recentemente, a Internet foi introduzida em todas as escolas secundárias de Mahé e Praslin. A Atlas foi adquirida pela Cable & Wireless Seychelles em 2005.